# とれたんず
とれたんずとは、ジェイアール東日本企画による、新幹線をモチーフとした絵本キャラクターおよびアニメ作品である。
2015年に仕掛け絵本「 はやぶさくん つぎはー?」でデビューして以来、様々な展開を行っている。

## 登場人物
はやぶさくん
- モチーフ：新幹線E5系・H5系電車

こまちちゃん
- モチーフ：新幹線E6系電車

かがやきくん
- モチーフ：新幹線E7系・W7系電車

Dr. イーストアイ
- モチーフ：新幹線E926形電車

つばさくん
- モチーフ：新幹線E8系電車

その他、東日本旅客鉄道の営業区域内で運転されている車両（試験車両・在来線・蒸気機関車含む）がモチーフとなっているキャラクターが登場する。

## 関連商品

### 仕掛け絵本
1. はやぶさくん つぎはー?
2015年12月3日にBOOK EXPRESS、NewDays（一部店舗）・キオスクで先行販売されたのち、2016年1月より一般の書店でも発売されるようになった[1]。
2. かがやきくん つぎはー?
3. こまちちゃん つぎはー?
4. Dr.イーストアイ つぎはー?
2019年12月10日に発売[3]。

### その他絵本
どこどこ? はやぶさくん とれたんず知育さがし絵本
探し絵形式の絵本。
とれたんず&でんしゃ　とことこだいずかん　改訂新版
2024年7月18日発売。

## コラボレーション
でんでん でんしゃ/こまちっち
ももいろクローバーZとのコラボ楽曲。
「こまちっち」MVでは、メンバーがこまちちゃんの友人という位置づけで登場している。
はぴだんぶい
サンリオによる男児向けキャラクターユニットであり、2022年2月16日よりコラボレーションを展開した。